# Pavlíkov, Rakovník
Pavlíkov là một chợ huyện thuộc huyện Rakovník, vùng Středočeský, Cộng hòa Séc.